# Experimental Jet Set, Trash & No Star
Experimental Jet Set, Trash and No Star è l'ottavo album in studio dei Sonic Youth, pubblicato nel 1994.

## Descrizione
Fu prodotto da Butch Vig e registrato a New York nello studio Sear Sound, in cui avevano già registrato Sister nel 1987. Rispetto al suo predecessore, Dirty, Experimental Jet Set presenta canzoni più quiete e pacate, che trattano argomenti personali e politici.
Al tempo della sua pubblicazione, l'album raggiunse la trentaquattresima posizione nella Top 200 di Billboard: fu il massimo risultato ottenuto dalla band fino al 2009, quando The Eternal si classificò diciottesimo. La canzone "Bull in the Heather" uscì come singolo; il suo videoclip, diretto da Tamra Davis, presentava Kathleen Hanna, cantante del gruppo Bikini Kill. Experimental Jet Set ricevette recensioni generalmente positive dai critici, che apprezzarono la capacità dei Sonic Youth di dare vita, contemporaneamente, a rumore e melodia.

## Tracce
Testi e musiche di Sonic Youth.
1. Winner's Blues – 2:08
2. Bull in the Heather – 3:05
3. Starfield Road – 2:15
4. Skink – 4:12
5. Screaming Skull – 2:39 (Sonic Youth, Dave Markey)
6. Self-Obsessed And Sexxee – 4:31
7. Bone – 3:58
8. Androgynous Mind – 3:31
9. Quest For The Cup – 2:30
10. Waist – 2:49
11. Doctor's Orders – 4:20
12. Tokyo Eye – 3:55
13. In The Mind Of The Bourgeois Reader – 2:33
14. Sweet Shine – 7:51

## Formazione
- Thurston Moore - voce, chitarra
- Lee Ranaldo - chitarra, voce
- Kim Gordon - basso, voce
- Steve Shelley - batteria